# 张庆松 (医学家)
张庆松（1908年—1982年），男，安徽滁县人。中国耳鼻喉科专家，曾任中国医学科学院临床医学研究所副所长，中华医学会常务理事。